# Менцель, Рудольф
Рудо́льф Ме́нцель (нем. Rudolf Menzel; 19 ноября 1910, Дрезден — 16 июля 1974) — немецкий государственный деятель. Заместитель министра внутренних дел ГДР, министра государственной безопасности ГДР и министра национальной обороны ГДР.

## Биография
Сын дрезденского фабричного рабочего, Рудольф Менцель по окончании народной школы в 1924—1928 годах учился на торгового служащего. В 1928 году вступил в Коммунистическую партию Германии и с 1930 года работал в парторганизации в Борне. Оставался без работы в течение года, в 1930—1932 годах работал на фабрике рабочим. В 1931 году был назначен политическим руководителем организации Коммунистического союза молодёжи Германии в Борне, с 1932 года работал в партбюро КПГ в Баутцене. После прихода к власти национал-социалистов был арестован, в декабре 1933 года освободился из заключения по амнистии. В 1934 году по заданию КПГ эмигрировал в Чехословакию, в 1936 году переехал в СССР. Учился в Международной ленинской школе. В 1937—1939 годах участвовал в Гражданской войне в Испании на стороне республиканцев, являлся сотрудником отдела кадров интербригад, позднее работал с военным комиссаром в батальоне Тельмана в 11-й бригаде. После победы Франко эмигрировал в Бельгию, был интернирован во Франции, выслан в Германию и там арестован. В 1941 году был помещён в концентрационный лагерь Бухенвальд. В 1942 году был приговорён к двум с половиной годам тюремного заключения за государственную измену и, отбыв срок в тюрьме в Вальдхайме, вновь попал в концлагерь Бухенвальд. В Бухенвальде входил в партактив КПГ.
После войны Менцель возглавлял отдел электротехники в Управлении по экономике земли Тюрингия и с 1946 года работал персональным референтом. В 1946 году был принят на работу в Народную полицию, командовал службой охраны порядка в Тюрингии. В 1949 году перешёл на работу в Управление защиты народного хозяйства Тюрингии, которое в феврале 1950 года вошло в состав Министерства государственной безопасности ГДР. В том же году возглавил ведомство. В 1951—1954 годах обучался заочно в Высшей партийной школе имени Карла Маркса при ЦК СЕПГ. В 1951 году перевёлся над должность начальника управления МГБ ГДР по Мекленбургу и в 1952 году был назначен заместителем министра государственной безопасности по экономическим вопросам.
С октября 1953 по 1955 года Менцель занимал должность заместителя министра внутренних дел ГДР по финансовым и организационным вопросам, затем руководил отделом строительства Казарменной народной полиции. 1 ноября 1953 года получил звание генерал-майора. В 1956 году был назначен заместителем министра национальной обороны по строительству и размещению, с 1957 года — по вооружению и технике. В отсутствие надлежащей квалификации был смещён с должности в 1959 году и до 1961 года обучался в Военной академии ННА, затем был назначен главой тыловой службы Министерства национальной обороны. С 1965 года заведовал Немецкой военной библиотекой в Штраусберге, с 1967 года служил военным атташе в посольстве ГДР в СССР. В 1973 году получил звание генерал-лейтенанта и вышел в отставку.